# Cantone di Le Montet
Il Cantone di Le Montet era una divisione amministrativa dell'arrondissement di Moulins.
A seguito della riforma approvata con decreto del 27 febbraio 2014, che ha avuto attuazione dopo le elezioni dipartimentali del 2015, è stato soppresso.

## Composizione
Comprendeva 11 comuni:
- Châtillon
- Châtel-de-Neuvre
- Cressanges
- Deux-Chaises
- Le Montet
- Tronget
- Meillard
- Rocles
- Saint-Sornin
- Le Theil
- Treban